# Fərid Quliyev
Fərid Quliyev (6 gennaio 1986) è un ex calciatore azero, di ruolo attaccante.

## Carriera

### Club
Ha giocato nella massima serie del campionato azero con varie squadre. Nella stagione 2009-2010 vinse il titolo di capocannoniere con 16 goal.
Ha anche giocato in Turchia, nelle serie inferirori del campionato.

### Nazionale
Ha debuttato Nazionale azera il 25 febbraio 2010, giocando titolare l'amichevole contro la Giordania, prima di essere sostituito da Elvin Məmmədov  . Al suo secondo incontro in nazionale, l'amichevole del 3 marzo 2010 contro il Lussemburgo, ha siglato la sua unica rete
Ha totalizzato 7 presenze in nazionale, tutte nel 2010.

## Palmarès

### Club
- Campionato azero: 2

Neftçi Baku: 2010-2011, 2011-2012
- Coppa d'Azerbaigian: 2

Baku FK: 2004-2005
Qarabağ: 2005-2006

### Individuale
- Capocannoniere del campionato azero: 1

2009-2010 (16 gol)